# Base del Cuerpo de Marines de Hawaii
Marine Corps Base Hawaii es un lugar designado por el censo ubicado en el condado de Honolulu en el estado estadounidense de Hawái.

## Geografía
Marine Corps Base Hawaii se encuentra ubicado en las coordenadas 21°26′37″N 157°44′56″O / 21.44361, -157.74889.

## Demografía
Según la Oficina del Censo en 2000 los ingresos medios por hogar en la localidad eran de $34.757, y los ingresos medios por familia eran $34.918. Los hombres tenían unos ingresos medios de $16.436 frente a los $21.108 para las mujeres. La renta per cápita para la localidad era de $12.983. Alrededor del 7,2% de la población estaba por debajo del umbral de pobreza.